# Grand Prix Číny 2017
Grand Prix Číny 2017 (oficiálně 2017 Formula 1 Heineken Chinese Grand Prix) se jela na okruhu Shanghai International Circuit v Šanghaji v Číně dne 9. dubna 2017. Závod byl druhým v pořadí v sezóně 2017 šampionátu Formule 1.

## Kvalifikace
| Poř.                       | No. | Jezdec             | Konstruktér               | Časy v kvalifikaci | Časy v kvalifikaci | Časy v kvalifikaci | Pořadí na startu |
| Poř.                       | No. | Jezdec             | Konstruktér               | Q1                 | Q2                 | Q3                 | Pořadí na startu |
| -------------------------- | --- | ------------------ | ------------------------- | ------------------ | ------------------ | ------------------ | ---------------- |
| 1                          | 44  | Lewis Hamilton     | Mercedes                  | 1:33.333           | 1:32.406           | 1:31.678           | 1                |
| 2                          | 5   | Sebastian Vettel   | Ferrari                   | 1:33.078           | 1:32.391           | 1:31.864           | 2                |
| 3                          | 77  | Valtteri Bottas    | Mercedes                  | 1:33.684           | 1:32.552           | 1:31.865           | 3                |
| 4                          | 7   | Kimi Räikkönen     | Ferrari                   | 1:33.341           | 1:32.181           | 1:32.140           | 4                |
| 5                          | 3   | Daniel Ricciardo   | Red Bull Racing-TAG Heuer | 1:34.041           | 1:33.546           | 1:33.033           | 5                |
| 6                          | 19  | Felipe Massa       | Williams-Mercedes         | 1:34.205           | 1:33.759           | 1:33.507           | 6                |
| 7                          | 27  | Nico Hülkenberg    | Renault                   | 1:34.453           | 1:33.636           | 1:33.580           | 7                |
| 8                          | 11  | Sergio Pérez       | Force India-Mercedes      | 1:34.657           | 1:33.920           | 1:33.706           | 8                |
| 9                          | 26  | Daniil Kvjat       | Toro Rosso                | 1:34.440           | 1:34.034           | 1:33.719           | 9                |
| 10                         | 18  | Lance Stroll       | Williams-Mercedes         | 1:33.986           | 1:34.090           | 1:34.220           | 10               |
| 11                         | 55  | Carlos Sainz Jr.   | Toro Rosso                | 1:34.567           | 1:34.150           |                    | 11               |
| 12                         | 20  | Kevin Magnussen    | Haas-Ferrari              | 1:34.942           | 1:34.164           |                    | 12               |
| 13                         | 14  | Fernando Alonso    | McLaren-Honda             | 1:34.499           | 1:34.372           |                    | 13               |
| 14                         | 9   | Marcus Ericsson    | Sauber-Ferrari            | 1:34.892           | 1:35.046           |                    | 14               |
| 15                         | 36  | Antonio Giovinazzi | Sauber-Ferrari            | 1:34.963           | Bez času           |                    | 18               |
| 16                         | 2   | Stoffel Vandoorne  | McLaren-Honda             | 1:35.023           |                    |                    | 15               |
| 17                         | 8   | Romain Grosjean    | Haas-Ferrari              | 1:35.223           |                    |                    | 19               |
| 18                         | 30  | Jolyon Palmer      | Renault                   | 1:35.279           |                    |                    | 20               |
| 19                         | 33  | Max Verstappen     | Red Bull Racing-TAG Heuer | 1:35.433           |                    |                    | 16               |
| 20                         | 31  | Esteban Ocon       | Force India-Mercedes      | 1:35.496           |                    |                    | 17               |
| 107% času vítěze: 1:39.593 |     |                    |                           |                    |                    |                    |                  |
| Zdroj:                     |     |                    |                           |                    |                    |                    |                  |

Poznámky
1. ↑  Antonio Giovinazzi obdržel trest posunu o 5 míst vzad za neplánovanou výměnu převodovky.
2. 1 2  Romain Grosjean a Jolyon Palmer obdrželi trest posunu o 5 míst vzad za ignorování žlutých vlajek během kvalifikace.

## Závod
| Poř.   | No. | Jezdec             | Konstruktér               | Počet kol | Čas/Odstoupení | Pořadí na startu | Body |
| ------ | --- | ------------------ | ------------------------- | --------- | -------------- | ---------------- | ---- |
| 1      | 44  | Lewis Hamilton     | Mercedes                  | 56        | 1:37:36.158    | 1                | 25   |
| 2      | 5   | Sebastian Vettel   | Ferrari                   | 56        | +6.250         | 2                | 18   |
| 3      | 33  | Max Verstappen     | Red Bull Racing-TAG Heuer | 56        | +45.192        | 16               | 15   |
| 4      | 3   | Daniel Ricciardo   | Red Bull Racing-TAG Heuer | 56        | +46.035        | 5                | 12   |
| 5      | 7   | Kimi Räikkönen     | Ferrari                   | 56        | +48.076        | 4                | 10   |
| 6      | 77  | Valtteri Bottas    | Mercedes                  | 56        | +48.808        | 3                | 8    |
| 7      | 55  | Carlos Sainz Jr.   | Toro Rosso                | 56        | +1:12.893      | 11               | 6    |
| 8      | 20  | Kevin Magnussen    | Haas-Ferrari              | 55        | +1 kolo        | 12               | 4    |
| 9      | 11  | Sergio Pérez       | Force India-Mercedes      | 55        | +1 kolo        | 8                | 2    |
| 10     | 31  | Esteban Ocon       | Force India-Mercedes      | 55        | +1 kolo        | 17               | 1    |
| 11     | 8   | Romain Grosjean    | Haas-Ferrari              | 55        | +1 kolo        | 19               |      |
| 12     | 27  | Nico Hülkenberg    | Renault                   | 55        | +1 kolo        | 7                |      |
| 13     | 30  | Jolyon Palmer      | Renault                   | 55        | +1 kolo        | 20               |      |
| 14     | 19  | Felipe Massa       | Williams-Mercedes         | 55        | +1 kolo        | 6                |      |
| 15     | 9   | Marcus Ericsson    | Sauber-Ferrari            | 55        | +1 kolo        | 14               |      |
| Ret    | 14  | Fernando Alonso    | McLaren-Honda             | 33        | Hnací řídel    | 13               |      |
| Ret    | 26  | Daniil Kvjat       | Toro Rosso                | 18        | Hydraulika     | 9                |      |
| Ret    | 2   | Stoffel Vandoorne  | McLaren-Honda             | 17        | Tlak paliva    | 15               |      |
| Ret    | 36  | Antonio Giovinazzi | Sauber-Ferrari            | 3         | Nehoda         | 18               |      |
| Ret    | 18  | Lance Stroll       | Williams-Mercedes         | 0         | Kolize         | 10               |      |
| Zdroj: |     |                    |                           |           |                |                  |      |

## Průběžné pořadí po závodě
Pohár jezdců
|   | Pořadí | Jezdec           | Body |
| - | ------ | ---------------- | ---- |
|   | 1      | Sebastian Vettel | 43   |
|   | 2      | Lewis Hamilton   | 43   |
| 2 | 3      | Max Verstappen   | 25   |
| 1 | 4      | Valtteri Bottas  | 23   |
| 1 | 5      | Kimi Räikkönen   | 22   |

Pohár konstruktérů
|   | Pořadí | Konstruktér               | Body |
| - | ------ | ------------------------- | ---- |
| 1 | 1      | Mercedes                  | 37   |
| 1 | 2      | Ferrari                   | 33   |
|   | 3      | Red Bull Racing-TAG Heuer | 10   |
| 2 | 4      | Toro Rosso                | 8    |
|   | 5      | Force India-Mercedes      | 7    |